# Gerhard Ewald
Gerhard Ewald (* 9. Dezember 1927 in Straßburg; † 7. Februar 1997 in Florenz) war ein deutscher Kunsthistoriker.

## Leben
Ewald wurde 1956 an der Universität Freiburg promoviert mit einer Dissertation über Johann Carl Loth. 1965 bis 1981 war er Konservator und zuletzt stellvertretender Direktor an der Staatsgalerie Stuttgart.
Er war ein langjähriger Mitarbeiter von Hermann Voss in einem von der Deutschen Forschungsgemeinschaft finanzierten Projekt Wand- und Deckenmalereien in Privatpalästen des 17. Jahrhunderts, das in Florenz und anderen Orten solche Werke zu registrieren und zu fotografieren unternahm. Voss übertrug die Arbeit vor Ort Ewald.
1981 bis 1991 war er Direktor des Kunsthistorischen Instituts in Florenz.

## Schriften (Auswahl)
- Johann Carl Loth, 1632–1698. Hertzberger, Amsterdam 1965 (Dissertation).
- (Hrsg.): Das Jahrhundert Tiepolos. Italienische Gemälde des 18. Jahrhunderts aus dem Besitz der Staatsgalerie Stuttgart : 23. Oktober 1977 bis 12. März 1978, Ausstellungskatalog, Staatsgalerie Stuttgart 1977.
- mit Monika Kopplin (Hrsg.): Vom Manierismus zum Barock. Italienische Gemälde des sechzehnten und des siebzehnten Jahrhunderts aus dem Besitz der Staatsgalerie Stuttgart: 11. Dezember 1982 bis 13. Februar 1983, Ausstellungskatalog, Staatsgalerie Stuttgart 1982.
- mit Edeltraut Rettich, Rüdiger Klaproth:  Alte Meister, Staatsgalerie Stuttgart 1992.